# 周殷
周 殷（しゅう いん、生没年不詳）は、楚漢戦争期の楚の項羽の武将で、大司馬に任じられた。

## 経歴
かつて項羽配下の猛将の一人であった英布が、漢軍の劉邦のもとに馳せ参じており、漢王の劉邦の従兄弟である劉賈と共に楚軍包囲網を完成させるべく江東の楚深くまで侵入していた。
一方、楚漢戦争の本戦である劉邦陣営の漢軍と項羽陣営の楚軍の戦いは、広武山での楚漢両軍による消耗戦の結果、和睦が成立していた。
しかし、劉邦は項羽率いる楚軍が兵糧不足で疲弊している今こそが項羽を倒して天下を平定する好機であるため和睦の盟約を反故にして楚軍を追撃すべきという幕僚の張良と陳平の進言を受け容れ、劉邦陣営が追撃を開始していた。
その追撃戦において劉邦陣営では大将軍を務め、北方の斉を平定して劉邦陣営に組み込んだ韓信と滎陽及び広武山でのにらみ合いで項羽率いる楚軍の後方撹乱を担当した彭越に項羽討伐を呼びかけていた。
その時に、楚の奥深くまで侵入していた前述の英布と劉賈によって説得され、楚軍の大司馬を務めていた周殷は項羽を裏切り、劉邦陣営に鞍替えした。その結果、垓下の戦いで劉邦陣営が作り上げた項羽包囲網が形成された。
それによって当時最強軍団だった項羽率いる楚軍は『四面楚歌』の憂き目に遭い、項羽はわずかな手勢と共に垓下から逃亡し、さらに項羽を追撃した漢軍に追い詰められた項羽は、烏江で自らの首をはねて自害し、足掛け5年の及んだ楚漢戦争が終結した。